# بافان مالهوترا
بافان مالهوترا هو ممثل هندي، ولد في 2 يوليو 1958 في الهند. من الجوائز التي نالها جائزة فيلم فير جنوب.

## أعمال

### أفلام
- (1998) الأرض
- (2014) بانغ بانغ[4]
- (2016) روستم

## جوائز
- جائزة فيلم فير جنوب

## وصلات خارجية
- بافان مالهوترا على موقع IMDb (الإنجليزية)
- بافان مالهوترا على موقع ألو سيني (الفرنسية)
- بافان مالهوترا على موقع أول موفي (الإنجليزية)
- بافان مالهوترا على موقع قاعدة بيانات الفيلم (الإنجليزية)
- بافان مالهوترا على موقع كينوبويسك (الروسية)